# Zakaria bin Muhammad Amin
Zakaria bin Muhammad Amin (7 maart 1913 – 1 januari 2006) was een Indonesische geestelijke, politicus en schrijver. Hij behoorde tot de eerste generatie charismatische ulama in Bengkalis en was de eerste persoon die werd aangesteld als hoofd van het islamitisch religieus bestuur in Bengkalis. Zakaria was de schoonzoon van Tuan Guru Haji Ahmad, de eerste ulama in Bengkalis. In 2023 werd hij door de regionale volksraad van Riau onderscheiden als de regionale held van Riau.

## Vroege leven en opleiding

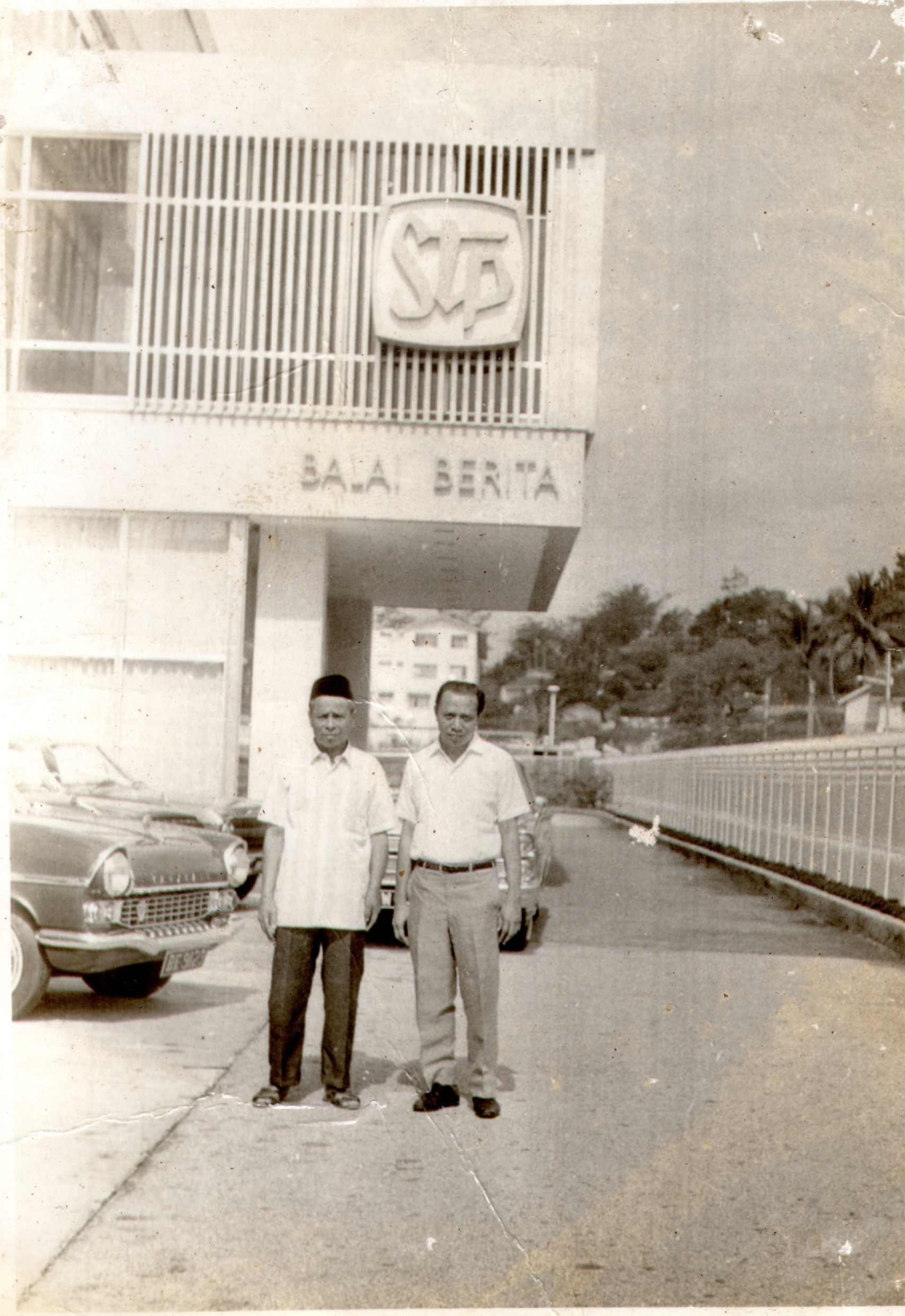
Zakaria met zijn neef in Maleisië in 1969

Zakaria bin Muhammad Amin werd in 7 maart 1913 geboren in Bangkinang, Kampar, als oudste kind en zoon van een echtpaar uit Kuok, Muhammad Amin, een handelaar, en Taraima, een naaister. Zijn geboortedatum was onbekend. Haar broers waren Hasyim bin Muhammad Amin, Ahmad bin Muhammad Amin en Ahmad Sanusi bin Muhammad Amin. Terwijl haar zussen Siti Mariam binti Muhammad Amin en Syarafiah Norwawi binti Muhammad Amin waren; drie van hen zijn halfbroers en zussen van vaders kant. Ze werkten als boer en handelaar, en werden later in de jaren zestig volgens de koninklijke regelgeving Maleisisch staatsburger.

## Citaten
- (id) Saputra, Amrizal, Wira Sugiarto, Suyendri, Zulfan Ikhram, Khairil Anwar, M. Karya Mukhsin, Risman Hambali, Khoiri, Marzuli Ridwan Al-bantany, Zuriat Abdillah, Dede Satriani, Wan M. Fariq, Suwarto, Adi Sutrisno, Ahmad Fadhli (15 oktober 2020). PROFIL ULAMA KARISMATIK DI KABUPATEN BENGKALIS: MENELADANI SOSOK DAN PERJUANGAN. CV. DOTPLUS Publisher. ISBN 978-623-94659-3-3.
- (id) Soelin, Emsjaf, "ZAINAB, Bintang Harapan Panggung Sandiwara dari Ratu Asia", Aneka, 20 juni 1951.
- (id) Pahlefi, Riza (11 augustus 2022). BENGKALIS: NEGERI JELAPANG PADI. CV. DOTPLUS Publisher. ISBN 978-623-6428-59-7.
- (id) Al-Bantany, Marzuli Ridwan (4 september 2021). SABDA PUJANGGA DARI NEGERI JUNJUNGAN. CV. DOTPLUS Publisher. ISBN 978-623-6428-11-5.
- (id) Nasution, Nasuha, Almarhum Tabrani Rab Hingga Maimanah Umar Terima Anugerah di HUT Riau. Tribunpekanbaru.com (9 augustus 2023). Geraadpleegd op 10 augustus 2023.